# 1774

## أحداث
- تأسيس مدينة ماتاموروس وتقع حاليا في المكسيك.
- 14 يوليو: تأسيس مدينة كامبيناس وتقع حاليا في البرازيل.
- 21 يوليو: التوقيع على معاهدة كيتشوك كاينارجي.
- 9 ديسمبر: بدء حصار مليلية والذي استمر إلى 19 مارس 1775.
- نهاية الحرب الروسية التركية في 1774 والتي بدأت في 1768.
- وقوع حرب اللورد دونمور بداية من 1 مايو 1774 إلى 1 أكتوبر 1774.
- 21 يناير - وفاة مصطفى الثالث، سلطان الإمبراطورية العثمانية، وخلفه شقيقه عبد الحميد الأول.
- 31 مارس - البرلمان البريطاني يقرر إغلاق ميناء بوسطن.
- 17 أبريل - تأسست أول جماعة موحدة في لندن من قبل ثيوفيلوس ليندسي.
- 10 مايو -لويس السادس عشر يصبح ملك فرنسا بعد وفاة جده لويس الخامس عشر.
- 16/17 يونيو - المستكشف الإنجليزي جيمس كوك يصبح أول أوروبي يرى جزيرة بالمرستون في المحيط الهادئ.
- يونيو 20 - الحرب الروسية التركية 1768: معركة كوزلودزها - الجيش الإمبراطوري الروسي بقيادة الكسندر سوفوروف يواجه قوات الإمبراطورية العثمانية .

## مواليد
- ماثيو فليندرز
- 21 أبريل - جان بابتيست بيو، فيزيائي فرنسي، فلكي.
- 24 أبريل - جان إيتارد، الطبيب الفرنسي
- 28 أبريل - فرانسيس بيلي، عالم الفلك الإنجليزي
- 27 مايو -فرانسيس بوفورت، مستكشف أيرلندي
- 21 يونيو - دانيال تومبكينس، نائب الرئيس السادس للولايات المتحدة
- 12 أغسطس -روبرت ساوذي، الشاعر الإنجليزي.
- 18 أغسطس -ميريويذر لويس، المستكشف الأمريكي
- 28 أغسطس - إليزابيث آن سيتون، المؤسس المشارك لجامعة جبل سانت ماري.
- 19 سبتمبر - جوزيب كاسبر ميزوفانتي، كاردينال إيطالي ومتعدد لغات.

## وفيات
- لويس الخامس عشر
- حيدر الحرفوشي
- شارل ماري دو لا كوندامين جغرافي ورياضي من فرنسا.